# Cahir
Cahir (irl. An Cathair) – miasto w Irlandii w hrabstwie Tipperary nad rzeką Suir. Leży na przecięciu głównych tras samochodowych z Dublina do Cork i Limericku do Waterford. Mieszka tu 3 578 osób (stan z 2011 roku). W mieście znajduje się średniowieczny zamek.